# 파파 셀레스틴
파파 셀레스틴(Papa Celestin, 본명:오스카 필립 셀레스틴, 1884년 1월 1일 ~ 1954년 12월 15일)은 미국의 재즈 트럼펫 연주자이자 밴드리더이다. 재즈에 최초로 데뷔한 시기는 1910년이었고 1953년에는 건강이 급속도로 악화하여 재즈계에서 물러난 적이 있었다. 소속 음반사는 오케 레코드, 컬럼비아 레코드, 사우스랜드 레코드인 것으로 나와 있다.